# Таші Вангді
Таші Вангді (тиб. བཀྲ་ཤིས་དབང་འདུས་) — був представником Далай-лами Тенцзін Ґ'яцо з 16 квітня 2005 по 2008 рік в США.

## Біографія
З 1966 року він служив у Центральній адміністрації Тибету, уряду Тибету у вигнанні. Він обіймав посаду калона, або міністра Кабінету Міністрів, практично у всіх великих відділах, включаючи Департамент релігії та культури, Департамент дому, Департамент освіти, Департамент інформації та міжнародних відносин, Департамент безпеки та Департамент охорони здоров'я.
Вангді раніше був представником Далай-лами в індійському уряді в Нью-Делі.
«Ми шукаємо рішення в рамках китайської Конституції про значущу автономію», — сказав Вангді про статус свого уряду. «Поки ми не зможемо досягти цієї мети, ми фактично маємо уряд у вигнанні. У цій Хартії Його Святість фактично є главою держави, а прем'єр-міністр є главою уряду».